# Heilbronn (okrug)
Heilbronn (okrug) okrug je u njemačkoj pokrajini Baden-Württemberg. Oko 329.743 stanovnika živi u okrugu površine 1099,95 km².

## Gradovi
1. Bad Friedrichshall
2. Bad Rappenau
3. Bad Wimpfen
4. Beilstein
5. Brackenheim
6. Eppingen
7. Güglingen
8. Gundelsheim
9. Lauffen am Neckar
10. Löwenstein
11. Möckmühl
12. Neckarsulm
13. Neudenau
14. Neuenstadt am Kocher
15. Schwaigern
16. Weinsberg
17. Widdern

## Vanjske poveznice
- Webstranica okruga